# 齐齐哈尔三家子机场
齐齐哈尔三家子机场是一个位于中国黑龙江省齐齐哈尔市的军民公用机场。齐齐哈尔三家子机场跑道长2600米，宽45米，附有有Ⅰ类仪表着陆系统，停机坪面积32000平方米，可同时停放5架中型客机。候机楼建筑面积7400平方米，分国际、国内两厅，日高峰小时可容纳100人，年可容纳旅客7万人次、货物40吨。2019年齐齐哈尔机场共实现旅客吞吐量44万人次。
2011年，齐齐哈尔市政府与民航黑龙江省机场集团投资7000余万元对齐齐哈尔三家子机场进行航站楼改造工程，包括优化内部格局、增加2条登机廊桥和无线网络等，改造后航站楼整体装饰风格更加现代。

## 历史
民国十八年（1929年），齐齐哈尔开始筹建民用航空，后因“九一八事变”搁浅。
民国二十年（1931年），日本侵略者日本航空输送株式会社开辟齐齐哈尔至哈尔滨的临时航线。
民国二十一年（1932年）年9月后，日本侵略者先后开辟齐齐哈尔至大连、满洲里、沈阳、海拉尔（今呼伦贝尔）的航线。
1950年7月1日，中苏民用航空股份有限公司齐齐哈尔航空站正式成立。
1955年1月1日，中苏民用航空股份有限公司齐齐哈尔航空站改名为“中国民航齐齐哈尔航空站”。
1960年，中国民航齐齐哈尔航空站撤消，改为齐齐哈尔导航点。
1984年4月，齐齐哈尔开始恢复航空站的筹建工作。
1985年4月20日，翻新空军三家子机场工程破土动工。
1987年12月3日，中国民用航空齐齐哈尔站成立；12月25日，齐齐哈尔三家子机场项目竣工验收；12月29日，齐齐哈尔三家子机场试飞成功。
1988年5月16日，齐齐哈尔三家子机场正式开通民航业务，首条航线为北京航线。
1991年6月至11月，齐齐哈尔三家子机场延长跑道200米至2600米。
1992年，齐齐哈尔三家子机场建筑面积12000平方米的民航大厦破土动工。
1993年6月，齐齐哈尔三家子机场经国务院批准为对外开放的国家开放口岸。
1996年，齐齐哈尔三家子机场国际联检厅竣工，航站楼面积由原来的3120平方米增加到7120平方米；8月3日，齐齐哈尔三家子机场民航大厦正式营业。
1998年，齐齐哈尔三家子机场飞行区改扩建工程启用，民航站坪面积增至25000平方米，共设4个C类机位。
2004年1月，齐齐哈尔机场管理公司成立。
2005年12月，齐齐哈尔三家子机场航空口岸通过黑龙江省预验收。
2006年，齐齐哈尔管理公司转设为黑龙江省机场管理集团有限公司齐齐哈尔机场分公司。
2011年，齐齐哈尔三家子机场改扩建工程启用，民航站坪面积增至32000平方米，航站楼增设2座登机廊桥。
2012年11月11日，齐齐哈尔三家子机场航站楼廊桥启用。
2018年10月16日，齐齐哈尔三家子机场三项助航设施工程通过行业验收。
2020年5月，齐齐哈尔三家子机场西飞行区改扩建工程开工。
2022年7月，机场西跑道新建工程完工，民航暂时转场。

## 硬件设施
截至2020年4月，齐齐哈尔三家子机场航站楼面积为8000平方米，其中国内和国际联检厅均为4000平方米，航站楼设2座登机廊桥；停车场面积为1.1万平方米，航空货站面积50平方米；可满足年旅客吞吐量60万人次的使用需求。
截至2020年5月，齐齐哈尔三家子机场飞行区等级为4C级，消防保障和应急救护等级均为6.0级；民航站坪面积3.2万平方米，共设5个C类机位，其中2个为近机位；共有2条水泥道面跑道，其中民航跑道编号为17L/35R，长2600米，宽45米；配备一条长275米，宽18米的民航垂直联络滑行道；17号跑道有I类仪表着陆系统，能保证飞机全天候起降；35号跑道设B型简易进近灯光系统；另有全向信标台、远近距导航台、跑道助行灯光系统、气象自动观测、填图系统；军用跑道编号为17R/35L，长3000米，宽50米，两端均设置双向I类精密进近灯光系统，并配备有1条等长平行滑行道、4垂直联络滑行道和2条快速联络道；西飞行区（军用为主）和东飞行区（民航为主）设有1条联络滑行道连接。（齐齐哈尔三家子机场东飞行区改扩建期间使用军用跑道，即西跑道开展民航业务）

## 航点
2025年夏秋航季（3月30日至10月25日）
| 航空公司            | 目的地                      |
| ------------------- | --------------------------- |
| 中国东方航空        | 大连、济南、青岛、上海/浦东 |
| 华夏航空            | 天津、石家庄、成都/天府     |
| 中国国际航空        | 北京/首都、北京/大兴        |
| 中国南方航空        | 沈阳、广州                  |
| 山东航空（仅5月份） | 大连、青岛                  |

| 三家子機場通航城市                                                                            |
| --------------------------------------------------------------------------------------------- |
| 三家子機場北京/首都青島上海/浦東大連廣州濟南北京/大興瀋陽天津石家莊成都/天府 三家子機場航線 · |

## 配套交通
2013年4月18日，111路城市公交开通运营，往来机场和齐齐哈尔站之间，公交于早6点至晚19点20分的时间段运行，每20分钟一班，全程票价一元，由齐齐哈尔华能客运公司经营。